# Allium albotunicatum
Allium albotunicatum är en amaryllisväxtart som beskrevs av Otto Karl Anton Schwarz. Allium albotunicatum ingår i släktet lökar, och familjen amaryllisväxter. Inga underarter finns listade i Catalogue of Life.